# 图鲁
图鲁是巴拿马科克莱省佩诺诺梅区的一个城市，2010年是人口为4,624。 该市2000年时人口为3,923，1990年时人口为4,294。